# Eduardo Halfon
Eduardo Halfon Tenenbaum (Ciudad de Guatemala, 20 de agosto de 1971) es un escritor y profesor guatemalteco, seleccionado en 2007 por el Hay Festival y Bogotá Capital Mundial del Libro como uno de los treinta y nueve escritores latinoamericanos menores de 39 años más importantes. En 2018 obtuvo el Premio Nacional de Literatura de su país.

## Biografía
Nacido en una familia de origen judío polaco por una parte y judío árabe por otra, pasó en Guatemala los primeros diez años de su vida, edad a la que sus padres emigraron a Estados Unidos. El quiebre que esto le produjo hizo que la búsqueda de la identidad se convirtiera más tarde en uno de los temas centrales de su obra. Como él mismo señala, sus libros son “una búsqueda de raíces, de comprender la identidad, mi identidad”.
Su abuelo polaco, que era de Łódź, fue arrestado por la Gestapo en septiembre de 1939; la inmensa mayoría de los judíos de esa ciudad no sobrevivieron, entre ellos los padres de este abuelo suyo y los tres hermanos, pero él sobrevivió en Auschwitz gracias a los consejos de un boxeador. El número de prisionero (69752) en ese campo de concentración su abuelo lo tenía tatuado en el antebrazo y cada vez que el pequeño Eduardo le preguntaba qué era eso,  contestaba que era su teléfono y que se lo había tatuado porque no quería olvidarlo. Ya como escritor, Halfon viajará a Łódź y Auschwitz, como lo hará también a Israel, y esas experiencias quedarán reflejadas en sus historias.
Siendo todavía un niño, sus padres se lo llevaron con su hermano y hermana a Estados Unidos: "Mi familia tuvo que huir de Guatemala, aunque a mi padre no le gusta que yo diga “huir” porque él lo ve más como una salida necesaria por la situación que había en Guatemala, con guerra interna y un dictador en el poder. Desde entonces, yo no he parado de moverme. El otro día se lo comentaba a mi pareja: yo no he pasado más de cinco o seis años en una misma casa desde que tenía diez años. Llevo toda mi vida con cajas, mudanzas y maletas. Es mi realidad, incluso ahora que tengo un hijo. Yo estoy trabajando en Nebraska y todos mis libros los tengo en cajas, ni siquiera los he sacado porque sé que en unos años me volveré a mudar", comentaba Halfon en 2018.
A pesar de todo, ese cambio al principio no lo sintió como dramático: "Algo sucedió ahí, sí. Aunque fue natural, no dramático. Nos mudamos al lugar en el que vacacionábamos, en Florida. Lo veía como una vacación larga, digamos. El trauma quizás me salió más tarde en forma de rechazo a Guatemala, e incluso a mi lengua materna. En Estados Unidos yo era también un desubicado. Pero siempre intentando aparentar ser norteamericano. Me comencé a vestir como los norteamericanos, empecé a hablar y a actuar como ellos. Es lo que hacemos los emigrados. Siempre he escrito desde ahí, desde fuera. Siempre he sido el extranjero. Por ahí aparece el judaísmo: el judío pertenece primero a una diáspora y luego al país donde nace".
Estudió ingeniería industrial en la Universidad Estatal de Carolina del Norte y después de titularse regresó en 1993 a Guatemala, ya que, por no tener la ciudadanía estadounidense, no se podía quedar. Allí comenzó a trabajar en la empresa constructora de su padre, pero "apenas hablaba español; ya no conocía mi país natal ni sus costumbres. Me sentía como un extranjero que, de pronto, se ve obligado a vivir en un país ajeno. Y esa frustración se fue empeorando, año a año, hasta que algo me obligó a buscar ayuda o una respuesta. Volví a la universidad para tomar un par de cursos de filosofía, creyendo que quizá la filosofía, la razón, podía ayudarme. La carrera en Guatemala es Filosofía y Letras; es decir, una sola carrera. Si yo quería tomar cursos de filosofía, me dijeron, tendría que también tomar unos de literatura. Y el golpe fue inmediato. Caí rotundo por la ficción. No fue la filosofía la que me salvó, sino la literatura. Y me convertí de pronto en lector obsesivo. Quería leer todo lo que no había leído en mis 28 años. Y la consecuencia de tanta lectura, un par de años después, fue la escritura. Escribir, para mí, fue una consecuencia. Caí en la escritura, por accidente". Como aseguraba en otra entrevista, "De niño y adolescente yo era el chico de las matemáticas, yo no leía cuentos ni novelas".
En 2003, algunos años después de haber empezado "a leer como un poseso", debutó con su libro Esto no es una pipa, Saturno (compuesto por dos textos); de ahí en adelante se convirtió en un prolífico escritor que ha cultivado la novela y el cuento.
Sobre su estilo, ha dicho: "Yo soy muy contenido, soy cuentista. Soy de libros muy breves. Duelo es una novelita cortísima, o un cuento largo, pero sentirás lo mismo, sentirás una contención del lenguaje, muy cuidado. Es mi voz, es mi manera de contar. Me encantaría poder escribir un libro de 300 páginas, y a mis editores también les encantaría porque es más normal, más vendible. Yo escribo el relato que me pide ser escrito, no impongo una extensión. Me dejo llevar y se van apareciendo cosas en el camino. Es todo muy intuitivo, muy espontáneo, muy musical. Lo siento más que lo pienso, pero es mi manera de contar". En 2013, habló en una entrevista en inglés sobre su "estricta rutina" como escritor (que puede haber cambiado después del nacimiento de su hijo en 2016): trabaja todos los días, pero solo en las mañanas; primero lee unas horas temprano y luego, a las 9:30, cuando está moliendo café, el ruido de los granos o el olor lo llevan  a escribir. Solo puede trabajar en casa y después de que todos se han ido; por eso, cuando está de viaje la escritura cesa.
Aunque afirma que sus referentes son de lengua inglesa —William Faulkner, Edgar Allan Poe, James Joyce—, escribe solo en castellano, hecho que explica así: “Mi infancia fue en español y mis libros siempre van a la infancia”, son “un retroceso narrativo a mis orígenes y un acercamiento a la intolerancia religiosa y cultural”.
En Guatemala, después de estudiar Filosofía y Letras en la Universidad Rafael Landívar, enseñó durante varios años en la Francisco Marroquín, particularmente literatura en la Facultad de Ciencias Económicas y escritura en el Instituto de Estudios Políticos y Relaciones Internacionales de esa casa de estudios. Su obra —distinguida con una serie de premios entre los que destacan el Nacional de Literatura de Guatemala, el Roger Caillois y el también francés al  mejor libro extranjero— ha sido traducida a diversos idiomas.
Volvió a abandonar su país con destino a Estados Unidos (probablemente en parte debido a las amenazas veladas recibidas y a la consiguiente sensación de inseguridad), pero ha seguido viajando periódicamente a Guatemala. En 2010 se instaló en Nebraska, donde ha vivido una decena de años; en este periodo obtuvo una Beca Guggenheim (2011), fue escritor residente del programa Sidney Harman del Baruch College (Nueva York), escritor visitante de la Universidad de Iowa y en septiembre de 2019 obtuvo una residencia por un año académico en París, en el Reid Hall del Instituto para Ideas e Imaginación de la Universidad de Columbia, ciudad europea donde vive con su mujer, bióloga, y su hijo Leo (n. 2016).
En la actualidad, 2024, vive en Berlín, según se afirma en su última obra, "Tarántula".

## Obras

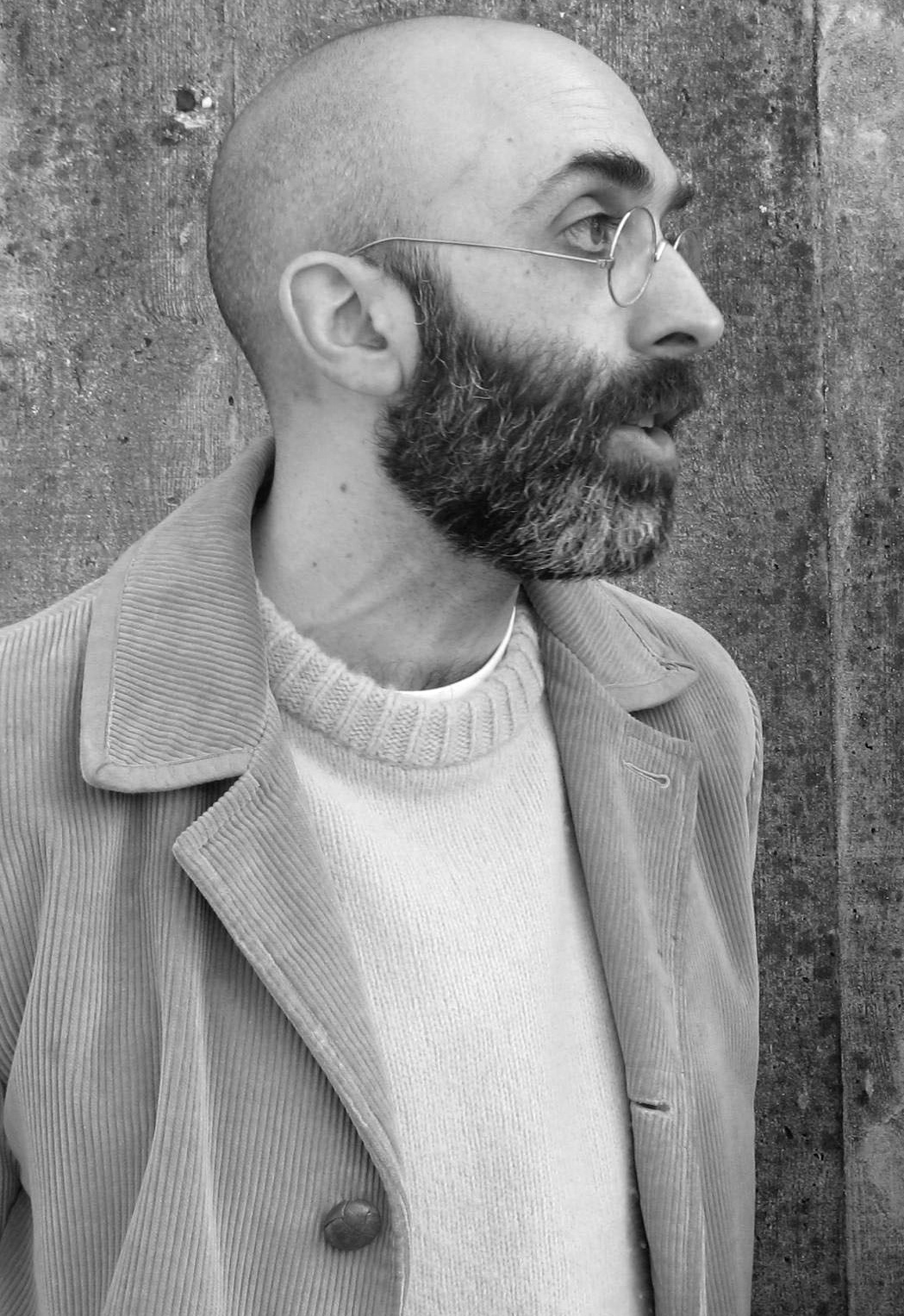
Halfon en 2008

- Esto no es una pipa, Saturno, dos novelas breves, Alfaguara, Guatemala, 2003 (Punto de Lectura 2007)
- De cabo roto, Littera Books, Barcelona, 2003
- El ángel literario, Anagrama, Barcelona, 2004; los tres editores, Madrid, 2025
- Siete minutos de desasosiego, cuentos, Panamericana Editorial, Colombia, 2007. Contiene 20 textos:
  - «Sacerdote», «Garibaldi», «Llanta pache», «Musgo», «Clases de hebreo», «El ábaco», «Muñequita», «Putas llorando», «Pradera del Ganso», «Chiquero», «Quiere tú ma café», «Azafrán», «Santos», «M8-10», «Auto de fe», «Cascabel», «Mucho macho», «El matapalos», «Nenúfar» y «Siete minutos de desasosiego»
- Clases de hebreo, cuentos, AMG, Logroño, 2008
- Clases de dibujo, cuentos, AMG, Logroño, 2009
- El boxeador polaco, Pre-Textos, Valencia, 2008 (Editorial Germinal, San José, 2016)
- Morirse un poco, Galería Estampa, Madrid, 2009
- La pirueta, Pre-Textos, Valencia, 2010
- Los espacios irónicos, La Propia Cartonera, Montevideo, 2010
- Mañana nunca lo hablamos, Pre-Textos, Valencia, 2011
- Elocuencias de un tartamudo, Pre-Textos, Valencia, 2012. Contiene 20 textos:
  - «A veces Micaela», «Peligro de extinción», «Con Senel en La Habana», «El chiste», «La pinta brava de un varón», «El escultor», «La escultora», «Hoyos», «El niño de los zapatos rojos», «Mediodía», «Mal fario», «Ausente», «La serenidad del brujo», «Siempre un pecho», «Espantan», «Tabaco y hachís», «El enenmigo del pobre»,	«Las cabras de Mussolini», «En estado interesante» y «Morirse un poco»
- Monasterio,[15] novela, Libros del Asteroide, 2014
- Signor Hoffman, cuentos, Libros del Asteroide, 2015. Contiene:
  - «Signor Hoffman», «Bambú», «Han vuelto las aves», «Arena blanca, piedra negra», «Sobrevivir los domingos» y «Oh gueto mi amor»
- Duelo, Libros del Asteroide, 2017
- Clases de chapín, ciclo de cuentos que compila los ya publicados en los libros Clases de hebreo y Clases de dibujo y agrega Clases de machete, con inéditos; Fulgencio Pimentel, Logroño, 2017
- Pan y cerveza, reedición en Guatemala como libro independiente de esta novela corta (originalmente publicada en 2003 junto con Saturno bajo el título Esto no es una pipa); SOPHOS, 2017
- Saturno, reedición en España y en Guatemala como libro independiente de esta novela corta (originalmente publicada en 2003 junto con Esto no es una pipa); Jekyl & Jill, 2017 y SOPHOS, 2017
- Biblioteca bizarra, Jekyl & Jill, 2018
- Oh gueto mi amor, relato perteneciente al cuentario Signor Hoffman, publicado como libro independiente con ilustraciones del artista bilbaíno David de las Heras; Páginas de Espuma, 2018
- Canción, novela, Libros del Asteroide, 2021.
- Un hijo cualquiera, cuentos, Libros del Asteroide, 2022.
- Tarántula, novela, Libros del Asteroide, 2024.

## Premios y reconocimientos
- 2003: Semifinalista del Premio Herralde con El ángel literario
- 2007: Seleccionado en 2007 por el Hay Festival y Bogotá39 como uno de los 39 escritores latinoamericanos menores de 39 años más importantes.[1]
- 2009: Premio Literario Café Bretón & Bodegas Olarra por el cuentario Clases de dibujo
- 2010: Premio de Novela Corta José María de Pereda, por La pirueta (España)
- 2011: Beca Guggenheim[12]
- 2015: Premio Roger Caillois (Francia)
- 2016: Finalista del Premio Setenil con el cuentario Signor Hoffman[16]
- 2016: Finalista del Premio Hispanoamericano de Cuento Gabriel García Márquez con Signor Hoffman[17]
- 2018: Premio Nacional de Literatura de Guatemala[2]
- 2018: Premio al mejor libro extranjero por Duelo (Francia)
- 2018: Premio de las Librerías de Navarra, por Duelo (España)
- 2019: Edward Lewis Wallant Award, por Duelo (EE. UU.)
- 2019: International Latino Book Award, por Duelo (EE. UU.)
- 2021: Premio Cálamo Extraordinario por Canción (España)[18]
- 2025: Finalista del Premio Finestres de Narrativa, por Tarántula